# LZ 20

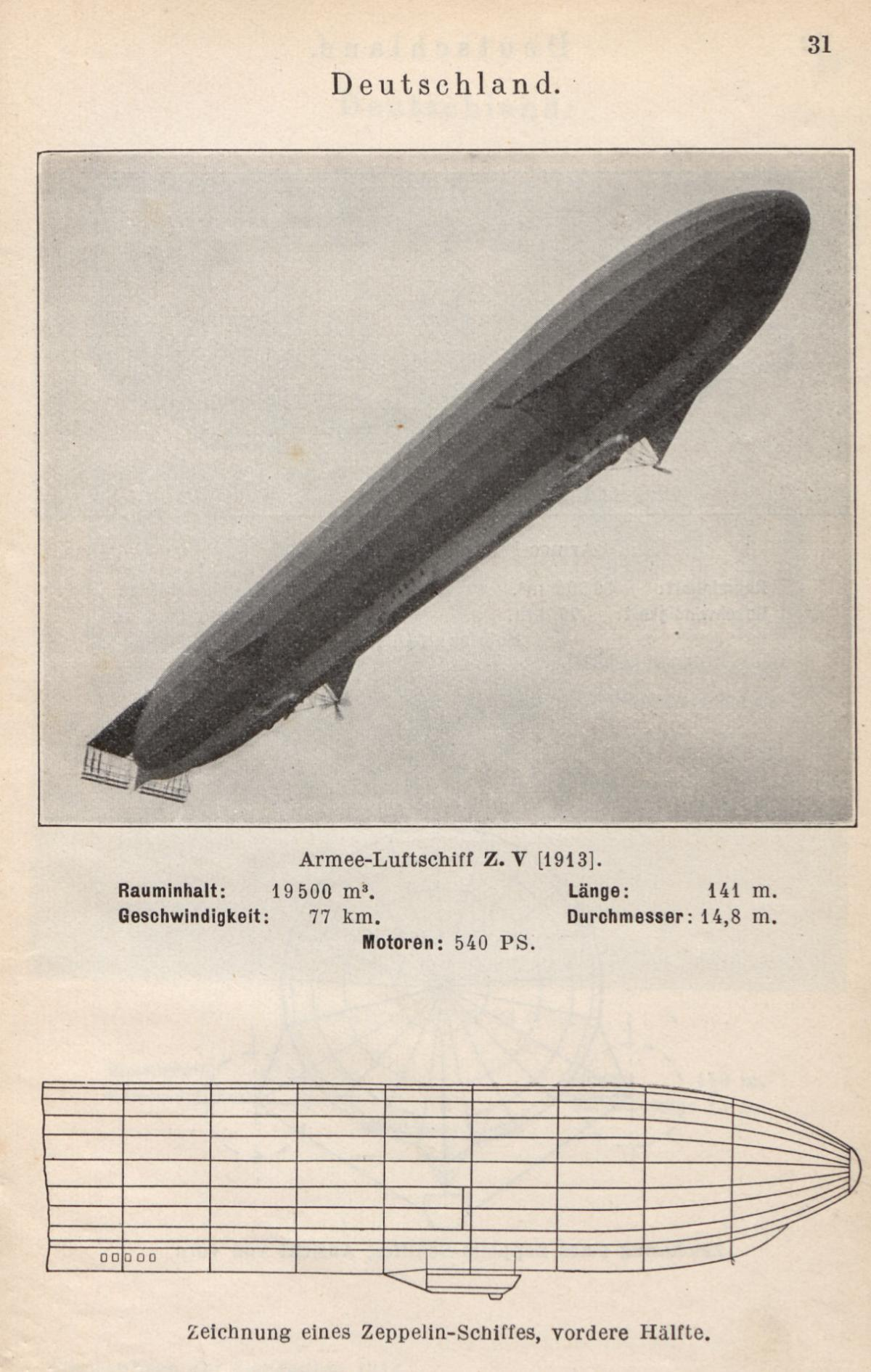
LZ 20 / Z V

Der Zeppelin LZ 20 war das zwanzigste Luftschiff des Grafen Zeppelin und das achte Luftschiff des deutschen Heeres.

## Geschichte
Am 8. Juli 1913 machte LZ 20 seine erste Fahrt. Als Luftschiff des Heeres trug der Zeppelin die militärische Kennung Z V. Mit Beginn des Ersten Weltkrieges war Z V im August 1914 an der Ostfront für Aufklärungsfahrten über Russisch-Polen im Einsatz. Dabei wurde das Luftschiff durch starkes feindliches Gewehr- und Maschinengewehrfeuer beschädigt. Irrtümlicherweise nahmen auch deutsche Truppen den Zeppelin unter Feuer. Trotzdem konnte Z V auch Ende August noch Aufklärung fahren und warf kleine Bomben auf russische Truppen ab. 

## Ende von LZ 20/Z V
Am 28. August 1914 fuhr Z V während der Schlacht bei Tannenberg einen Luftangriff auf die Bahnhofsanlagen von Mlawa. Durch das feindliche Abwehrfeuer wurden die Gaszellen des Schiffes derart durchlöchert, dass durch den großen Verlust an Traggas der Zeppelin auf feindlichem Gebiet notlanden musste. Die Besatzung versuchte noch das Wrack zu verbrennen, wurde aber von herankommender russischer Kavallerie überwältigt und gefangen genommen.

## Technische Daten
- Traggasvolumen: 22.500 m³ Wasserstoff
- Länge: 158,0 m
- Durchmesser: 14,90 m
- Nutzlast: 9,5 t
- Antrieb: Drei Maybach-Motoren von je 165 PS
- Geschwindigkeit: 76 km/h